# Maria Anna xứ Neuburg
Maria Anna xứ Neuburg (tiếng Đức: Maria Anna von Neuburg; tiếng Tây Ban Nha: Mariana de Neoburgo; 28 tháng 10 năm 1667 – 16 tháng 7 năm 1740) là công nữ Đức và là thành viên của Vương tộc Wittelsbach. Năm 1689, Maria Anna trở thành Vương hậu nước Tây Ban Nha với tư cách là người vợ thứ hai của Carlos II, vị vua Habsburgo cuối cùng của Đế quốc Tây Ban Nha.
Vì Carlos không bao giờ có người thừa kế nên triều đại của Maria Anna bị chi phối bởi cuộc đấu tranh giữa các phe phái Pháp và Áo tranh giành ngai vàng Tây Ban Nha. Sau khi Carlos qua đời vào năm 1700, ông được kế vị bởi Philippe xứ Anjou, cháu trai Louis XIV của Pháp, dẫn đến Chiến tranh Kế vị Tây Ban Nha từ năm 1701 đến năm 1714. Là người ủng hộ mạnh mẽ ứng cử viên người Áo, Maria Anna đã bị lưu đày cho đến khi qua đời vào năm 1740.

## Tiểu sử và hôn nhân
Maria Anna sinh ngày 28 tháng 10 năm 1667 tại Cung điện Benrath gần Düsseldorf, là đứa con thứ mười hai của Philipp Wilhelm, người cai trị các công quốc Berg và Jülich và Elisabeth Amalie xứ Hessen-Darmstadt. Danh tiếng của gia đình Maria Anna về khả năng sinh sản và mối quan hệ với vương tộc Wittelsbach khiến những người con gái của Philipp Wilhelm trở thành lựa chọn phổ biến cho các cuộc hôn nhân hoàng gia. Trong số các chị gái của Maria Anna, Marie Sophie kết hôn với Pedro II của Bồ Đào Nha, và Eleonore Magdalene trở thành người vợ thứ ba của Hoàng đế Leopold. Do đó, Maria Anna là dì của các vị hoàng đế tương lai là Joseph I và Karl VI.

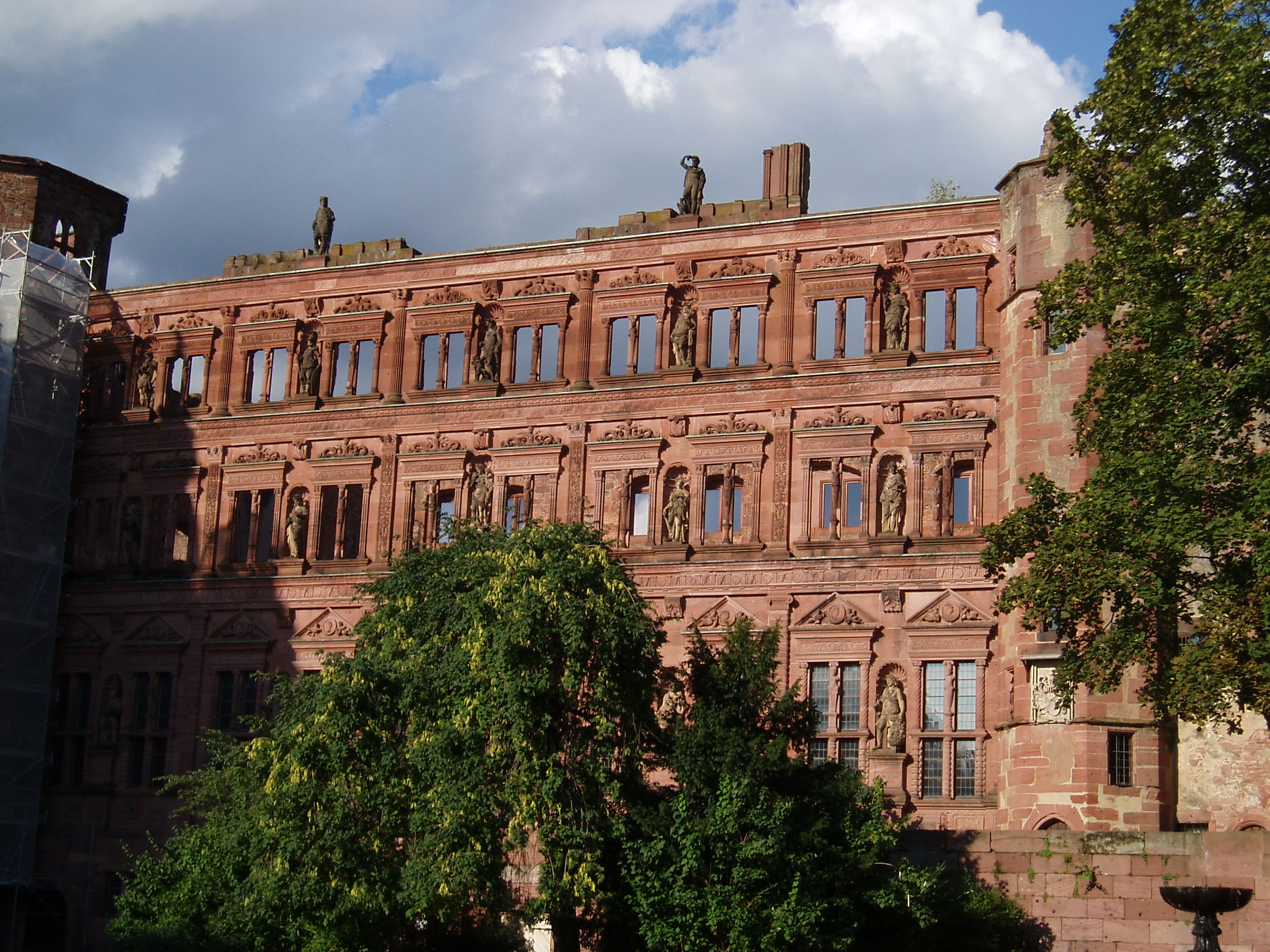
Lâu đài Heidelberg bị Pháp phá hủy vào năm 1689 và không bao giờ được xây dựng lại; việc lâu đài bị phá hủy đã định hình quan điểm chống Pháp của Maria Anna

Khi Philipp Wilhelm kế vị Karl xứ Simmern để trở thành Hành cung Bá tước Pfalz vào tháng 5 năm 1685, Louis XIV của Pháp đã yêu sách một nửa tuyển hầu quốc. Pháp xâm lược vùng đất vào tháng 9 năm 1688, và đã phá hủy phần lớn Heidelberg cùng với 20 thị trấn lớn khác và nhiều ngôi làng trước khi rút lui vào năm 1689. Mặc dù chính sách đã được áp dụng trên khắp vùng Rheinland, vùng Pfalz lại bị đột kích vào năm 1693 và sự tàn phá của vùng đất đã gây chấn động khắp châu Âu.
Cuộc xâm lược của Pháp đã định hình tư tưởng thân Áo và chống Pháp của Maria Anna, những yếu tố quan trọng trong việc bà được chọn làm vợ thứ hai của Carlos II của Tây Ban Nha. Người vợ đầu tiên của Carlos II là Marie Louise của Orléans qua đời vào ngày 12 tháng 2 năm 1689, do đó việc thiếu người thừa kế và lo ngại về sức khỏe của nhà vua khiến việc tái hôn trở thành vấn đề cấp bách. Mẹ của Carlos là Thái hậu nhiếp chính Mariana của Áo đã chọn Maria Anna dựa trên lịch sử sinh sản của gia đình bà cùng sự đối lập của họ đối với Pháp. Maria Anna kết hôn thông qua đại diện với Carlos vào tháng 8 năm 1689, và lễ cưới chính thức được tổ chức vào ngày 14 tháng 5 năm 1690 tại San Diego, gần Valladolid. Lễ cưới của Carlos và Maria Anna được ghi chép trong sách Lễ hội, cuốn sách bao gồm các lễ kỷ niệm được tổ chức tại Napoli để đánh dấu sự kiện này.

## Vương hậu Tây Ban Nha

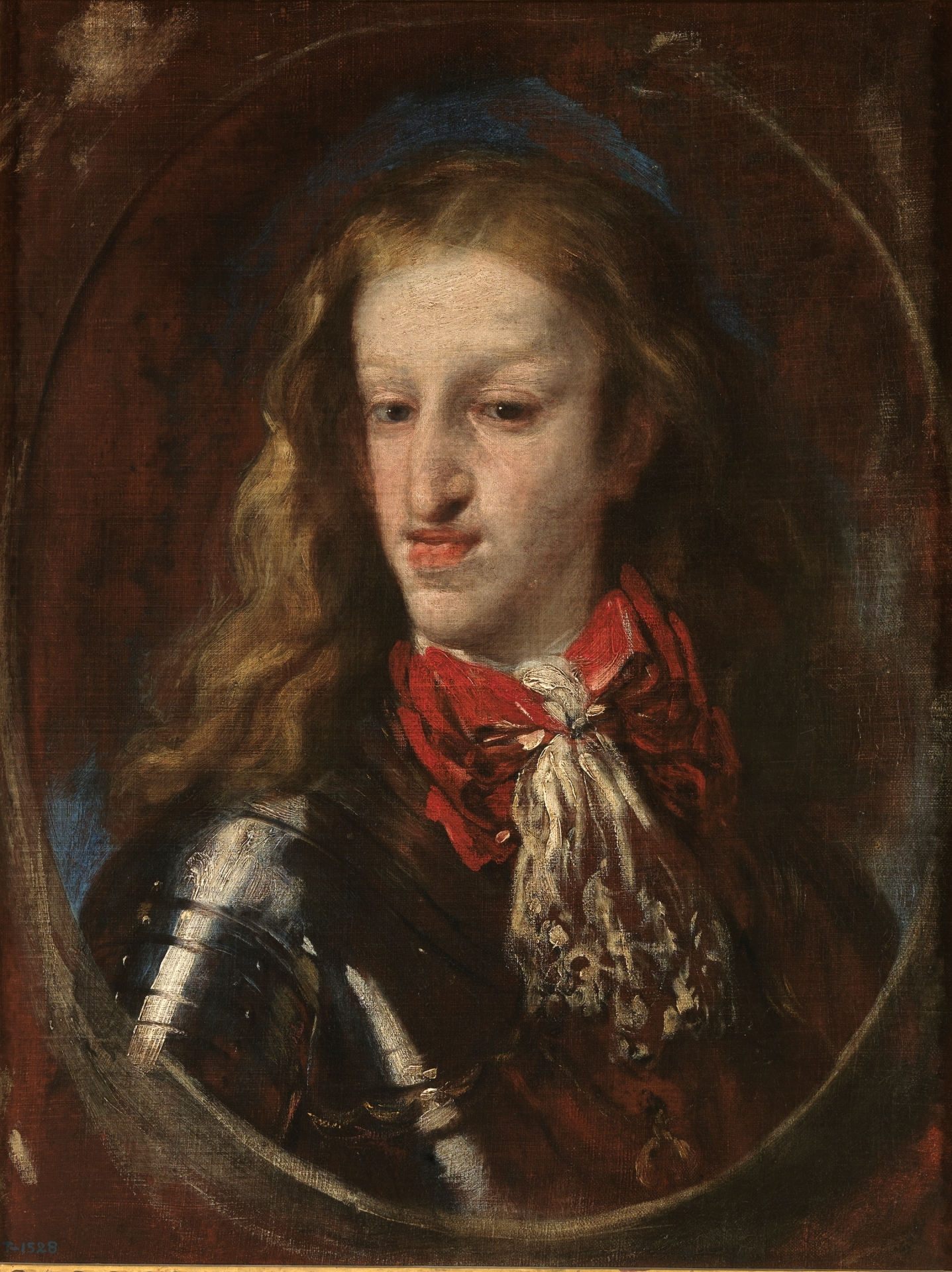
Carlos II, khoảng 1670-80

Giới chính trị Tây Ban Nha bị chia rẽ thành hai phe thân Áo và thân Pháp do Fernández de Portocarrero, Hồng y và Tổng giám mục Toledo lãnh đạo. Vào phần lớn thời kỳ này, 'người Áo' kiểm soát chính phủ, với Maria Anna xứ Neuburg nắm quyền lãnh đạo sau khi Mariana của Áo qua đời vào năm 1696. Năm 1690, họ ủng hộ Tây Ban Nha tham gia Chiến tranh Chín Năm, một quyết định tai hại khi nhà nước tuyên bố phá sản vào năm 1692, và đến năm 1696, Catalunya đã phần lớn bị Pháp chiếm đóng.
Quyền lực của Maria Anna bắt nguồn từ địa vị là mẹ của một vị vua tương lai, nhưng đã tiêu tan khi việc có con nối dõi rõ ràng là không thể xảy ra. Đến lúc này, Carlos gần như chắc chắn đã không còn sức lực, và khám nghiệm tử thi sau đó cho thấy nhà vua chỉ có một tinh hoàn bị teo. Để bù đắp cho điều này, Maria Anna đã nhiều lần khẳng định mình đang mang thai và khuyến khích Carlos thực hiện các phương pháp điều trị để tăng khả năng sinh con. Điều này chứng minh rằng việc không sinh ra được người thừa kế không phải là do vương hậu.
Năm 1698, Carlos lâm bệnh nặng và rơi vào cảnh cận kề cái chết. Vào ngày 11 tháng 10, Anh, Pháp và Cộng hòa Hà Lan ký Hiệp ước Den Haag hay Hiệp ước Phân chia lần thứ nhất, là một nỗ lực nhằm áp đặt giải pháp cho vấn đề kế vị giữa Tây Ban Nha và Áo. Joseph Ferdinand xứ Bayern, lúc đó sáu tuổi, được bầu làm người thừa kế hầu hết Đế quốc Tây Ban Nha và phần còn lại được chia cho Pháp và Áo. Cha mẹ Joseph Ferdinand là Maria Antonia, cháu gái của Carlos II, và Maximilian xứ Bayern, là một thành viên của vương tộc Wittelsbach giống như Maria Anna. Tây Ban Nha không được tham vấn về việc phân chia Đế quốc và không bất ngờ khi đã phản đối giải pháp này. Vào ngày 14 tháng 11 năm 1698, Carlos II công bố Di chúc, chỉ định Joseph Ferdinand là người kế vị nhưng quy định rằng cậu sẽ thừa hưởng một chế độ quân chủ Tây Ban Nha không bị chia cắt. Di chúc cũng chỉ định Maria Anna làm nhiếp chính trong thời kỳ Joseph Ferdinand còn nhỏ, một tuyên bố mà các cố vấn Tây Ban Nha tiếp nhận trong im lặng.

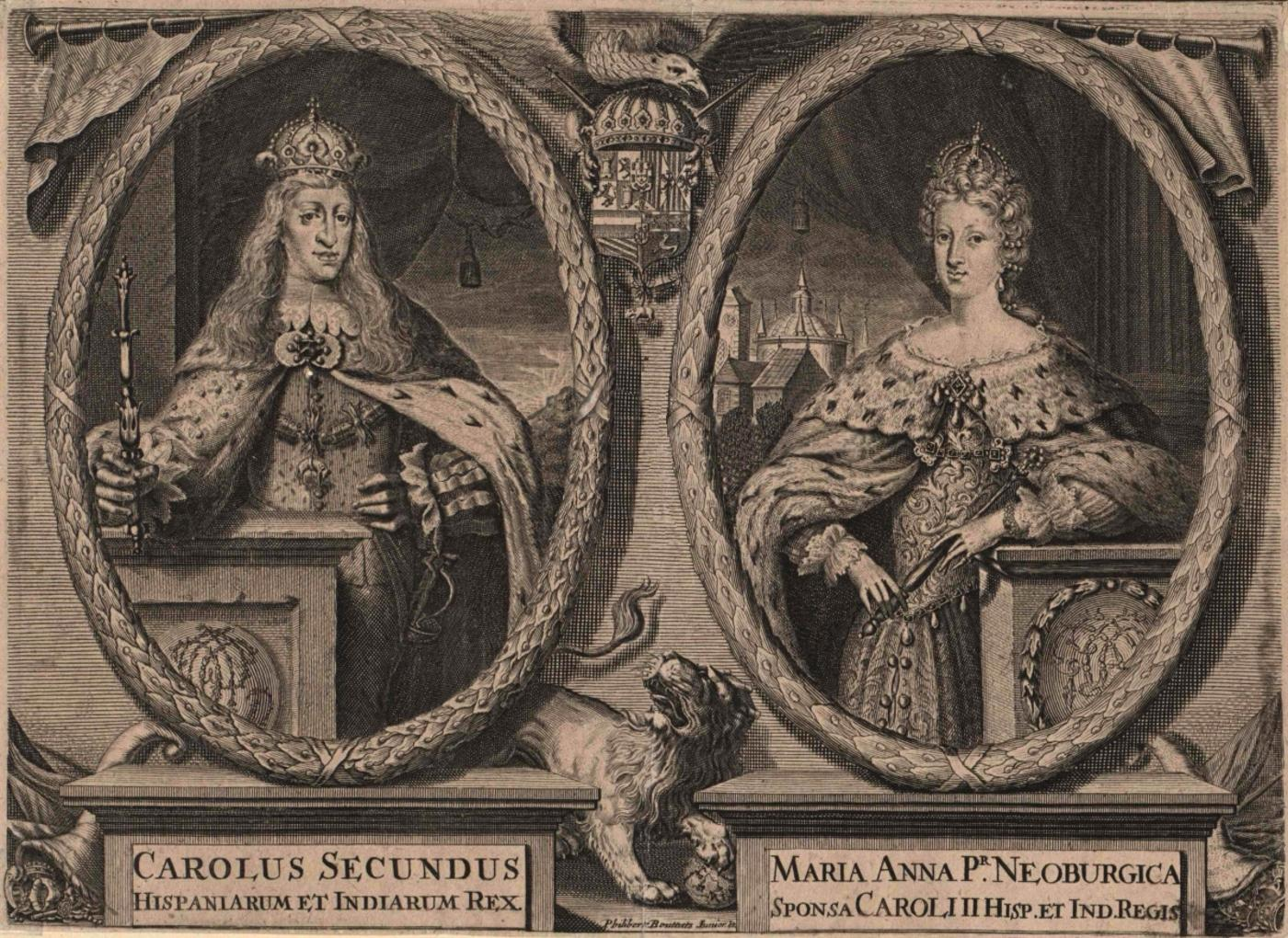
Carlos II và Maria Anna xứ Neuburg, bởi một họa sĩ vô danh

Sau khi Joseph Ferdinand đột ngột qua đời vào năm 1699, Pháp, Anh và Cộng hòa Hà Lan đồng ý ký Hiệp ước Phân chia lần thứ hai vào tháng 3 năm 1700. Joseph Ferdinand được thay thế bởi cháu trai của Maria Anna là Đại vương công Karl của Áo, với các vùng đất của Tây Ban Nha ở Ý, Hà Lan và Bắc Tây Ban Nha được chia cho Pháp, Savoia và Áo. Carlos sửa đổi Di chúc theo hướng có lợi cho Đại vương công Karl, nhưng vẫn tiếp tục nhấn mạnh vào chế độ quân chủ không chia cắt và thêm yêu cầu Tây Ban Nha vẫn phải độc lập với Áo.
Hầu hết giới quý tộc Castilla đều thích một ứng cử viên thuộc nhà Bourbon, bất chấp những nỗ lực của Maria Anna nhằm đảm bảo quyền kế vị cho cháu trai. Vào tháng 6 năm 1700, đồng minh của Maria Anna là Mendoza, Tổng thẩm giáo, đã bắt giữ người xưng tội thân Pháp của Carlos là Froilán Díaz và buộc tội ông 'bỏ bùa' nhà vua. Khi ủy ban được thành lập để xem xét vụ án tuyên bố Díaz vô tội, Mendoza đã ra lệnh bắt giữ họ, và điều này làm suy giảm nghiêm trọng uy tín của Maria Anna, người bị coi là kẻ chủ mưu. Một Hội đồng được thành lập để điều tra chính Toà thẩm giáo và tồn tại như một tổ chức đến năm 1834, nhưng quyền lực hội đồng đã bị phá vỡ.

## Thái hậu Tây Ban Nha

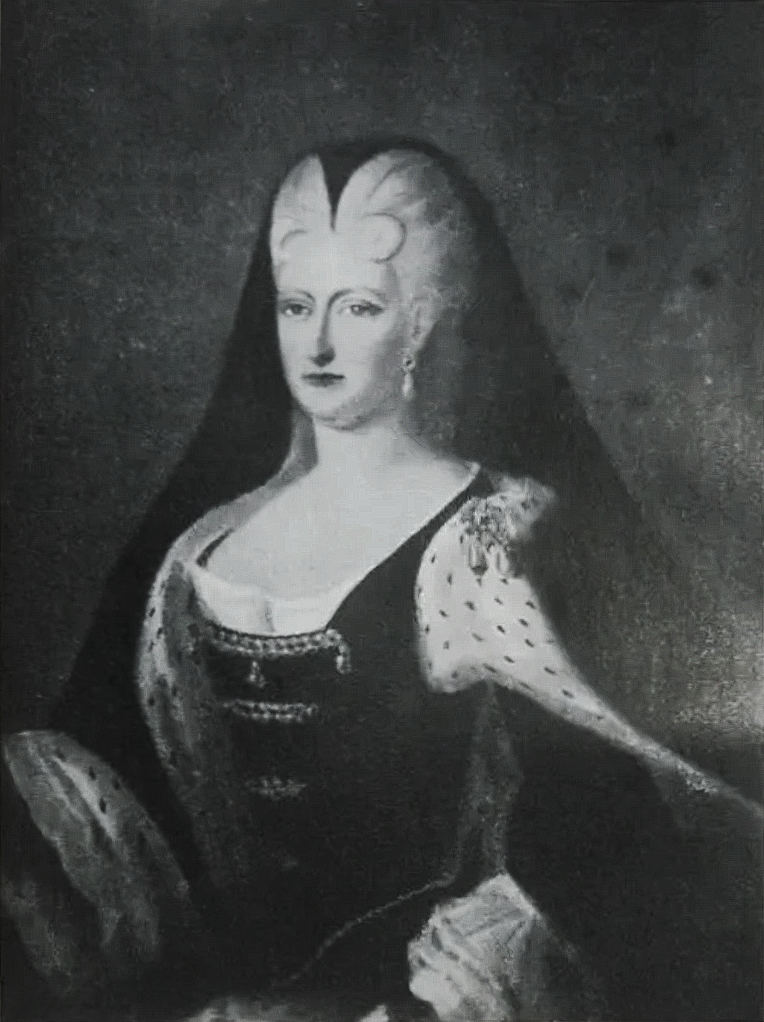
Maria Anna xứ Neuburg khi là góa phụ, bởi Schloss Lustheim

Carlos II lâm bệnh một lần nữa vào cuối năm 1700, và đến ngày 28 tháng 9 ông không còn ăn uống được. Portocarrero đã thuyết phục nhà vua thay đổi di chúc có lợi cho cháu trai của Louis XIV là Philippe xứ Anjou. Cái chết của Carlos vào ngày 1 tháng 11 được tiếp nối bằng việc Philippe tuyên bố trở thành Vua của Tây Ban Nha vào ngày 16, với Portocarrero là cố vấn trưởng. Thái hậu Maria Anna bị lưu đày đến Toledo và sống một cách bình lặng cho đến năm 1706, khi lực lượng của Đại vương công Karl chiếm đóng thành phố trong một thời gian ngắn. Sau đó, Felipe đày Maria Anna đến Bayonne, Pháp, nơi bà sống trong vài thập kỷ tiếp theo và được cho là kết hôn với một người làm thùng gỗ địa phương. Maria Anna được phép trở về Tây Ban Nha vào năm 1739 và được cho cư trú tại Palacio del Infantado, Guadalajara. Tại đây, bà qua đời vào ngày 16 tháng 7 năm 1740, và được chôn cất tại Tu viện El Escorial.

## Huy hiệu

Huy hiệu của Maria Anna xứ Neuburg
1689 – 1700
Huy hiệu với tư cách là Thái hậu (1700 – 1740)

## Tổ tiên
| \| \| \| \| \| \| \| \| \| \| \| 8. Philipp Ludwig xứ Neuburg \| \| \| \| \| \| \| \| \| \| \| \| \| \| \| \| \| \| \| \| \| \| \| \| \| \| \| \| \| \| \| \| \| \| \| \| \| \| \| \| \| \| \| \| \| \| \| \| \| \| \| 4. Wolfgang Wilhelm xứ Neuburg \| \| \| \| \| \| \| \| \| \| \| \| \| \| \| \| \| \| \| \| \| \| \| \| \| \| \| \| \| \| \| \| \| \| \| \| \| \| \| \| \| \| \| \| \| \| \| \| \| \| \| \| \| \| \| \| \| \| \| \| 9. Anna xứ Jülich-Kleve-Berg \| \| \| \| \| \| \| \| \| \| \| \| \| \| \| \| \| \| \| \| \| \| \| \| \| \| \| \| \| \| \| \| \| \| \| \| \| \| \| \| \| \| \| \| \| \| \| \| \| \| \| \| \| \| \| \| \| \| \| \| 2. Philipp Wilhelm của Pfalz \| \| \| \| \| \| \| \| \| \| \| \| \| \| \| \| \| \| \| \| \| \| \| \| \| \| \| \| \| \| \| \| \| \| \| \| \| \| \| \| \| \| \| \| \| \| \| \| \| \| \| \| \| \| \| \| \| \| \| \| 10. Wilhelm V xứ Bayern \| \| \| \| \| \| \| \| \| \| \| \| \| \| \| \| \| \| \| \| \| \| \| \| \| \| \| \| \| \| \| \| \| \| \| \| \| \| \| \| \| \| \| \| \| \| \| \| \| \| \| \| \| \| \| \| \| \| \| \| 5. Magdalene xứ Bayern \| \| \| \| \| \| \| \| \| \| \| \| \| \| \| \| \| \| \| \| \| \| \| \| \| \| \| \| \| \| \| \| \| \| \| \| \| \| \| \| \| \| \| \| \| \| \| \| \| \| \| \| \| \| \| \| \| \| \| \| 11. Renée xứ Lothringen \| \| \| \| \| \| \| \| \| \| \| \| \| \| \| \| \| \| \| \| \| \| \| \| \| \| \| \| \| \| \| \| \| \| \| \| \| \| \| \| \| \| \| \| \| \| \| \| \| \| \| \| \| \| \| \| \| \| \| \| 1. Maria Anna xứ Neuburg \| \| \| \| \| \| \| \| \| \| \| \| \| \| \| \| \| \| \| \| \| \| \| \| \| \| \| \| \| \| \| \| \| \| \| \| \| \| \| \| \| \| \| \| \| \| \| \| \| \| \| \| \| \| \| \| \| \| \| \| 12. Ludwig V xứ Hessen-Darmstadt \| \| \| \| \| \| \| \| \| \| \| \| \| \| \| \| \| \| \| \| \| \| \| \| \| \| \| \| \| \| \| \| \| \| \| \| \| \| \| \| \| \| \| \| \| \| \| \| \| \| \| \| \| \| \| \| \| \| \| \| 6. Georg II xứ Hessen-Darmstadt \| \| \| \| \| \| \| \| \| \| \| \| \| \| \| \| \| \| \| \| \| \| \| \| \| \| \| \| \| \| \| \| \| \| \| \| \| \| \| \| \| \| \| \| \| \| \| \| \| \| \| \| \| \| \| \| \| \| \| \| 13. Magdalena xứ Brandenburg \| \| \| \| \| \| \| \| \| \| \| \| \| \| \| \| \| \| \| \| \| \| \| \| \| \| \| \| \| \| \| \| \| \| \| \| \| \| \| \| \| \| \| \| \| \| \| \| \| \| \| \| \| \| \| \| \| \| \| \| 3. Elisabeth Amalie xứ Hessen-Darmstadt \| \| \| \| \| \| \| \| \| \| \| \| \| \| \| \| \| \| \| \| \| \| \| \| \| \| \| \| \| \| \| \| \| \| \| \| \| \| \| \| \| \| \| \| \| \| \| \| \| \| \| \| \| \| \| \| \| \| \| \| 14. Johann Georg I xứ Sachsen \| \| \| \| \| \| \| \| \| \| \| \| \| \| \| \| \| \| \| \| \| \| \| \| \| \| \| \| \| \| \| \| \| \| \| \| \| \| \| \| \| \| \| \| \| \| \| \| \| \| \| \| \| \| \| \| \| \| \| \| 7. Sophia Eleonore xứ Sachsen \| \| \| \| \| \| \| \| \| \| \| \| \| \| \| \| \| \| \| \| \| \| \| \| \| \| \| \| \| \| \| \| \| \| \| \| \| \| \| \| \| \| \| \| \| \| \| \| \| \| \| \| \| \| \| \| \| \| \| \| 15. Magdalena Sibylla của Phổ \| \| \| \| \| \| \| \| \| \| \| \| \| \| \| \| \| \| \| \| \| \| \| \| \| \| \| \| \| \| \| \| \| \| \| \| \| \| \| \| \| \| \| |                                         |  |  |  |  |  |  |  |  |                              |  |  |  |
| |                                         |  |  |  |  |  |  |  |  | 8. Philipp Ludwig xứ Neuburg |  |  |  |
| |                                         |  |  |  |  |  |  |  |  |                              |  |  |  |
| |                                         |  |  |  |  |  |  |  |  |                              |  |  |  |
| |                                         |  |  |  |  |  |  |  |  |                              |  |  |  |
| | 4. Wolfgang Wilhelm xứ Neuburg          |  |  |  |  |  |  |  |  |                              |  |  |  |
| |                                         |  |  |  |  |  |  |  |  |                              |  |  |  |
| |                                         |  |  |  |  |  |  |  |  |                              |  |  |  |
| |                                         |  |  |  |  |  |  |  |  |                              |  |  |  |
| | 9. Anna xứ Jülich-Kleve-Berg            |  |  |  |  |  |  |  |  |                              |  |  |  |
| |                                         |  |  |  |  |  |  |  |  |                              |  |  |  |
| |                                         |  |  |  |  |  |  |  |  |                              |  |  |  |
| |                                         |  |  |  |  |  |  |  |  |                              |  |  |  |
| | 2. Philipp Wilhelm của Pfalz            |  |  |  |  |  |  |  |  |                              |  |  |  |
| |                                         |  |  |  |  |  |  |  |  |                              |  |  |  |
| |                                         |  |  |  |  |  |  |  |  |                              |  |  |  |
| |                                         |  |  |  |  |  |  |  |  |                              |  |  |  |
| | 10. Wilhelm V xứ Bayern                 |  |  |  |  |  |  |  |  |                              |  |  |  |
| |                                         |  |  |  |  |  |  |  |  |                              |  |  |  |
| |                                         |  |  |  |  |  |  |  |  |                              |  |  |  |
| |                                         |  |  |  |  |  |  |  |  |                              |  |  |  |
| | 5. Magdalene xứ Bayern                  |  |  |  |  |  |  |  |  |                              |  |  |  |
| |                                         |  |  |  |  |  |  |  |  |                              |  |  |  |
| |                                         |  |  |  |  |  |  |  |  |                              |  |  |  |
| |                                         |  |  |  |  |  |  |  |  |                              |  |  |  |
| | 11. Renée xứ Lothringen                 |  |  |  |  |  |  |  |  |                              |  |  |  |
| |                                         |  |  |  |  |  |  |  |  |                              |  |  |  |
| |                                         |  |  |  |  |  |  |  |  |                              |  |  |  |
| |                                         |  |  |  |  |  |  |  |  |                              |  |  |  |
| | 1. Maria Anna xứ Neuburg                |  |  |  |  |  |  |  |  |                              |  |  |  |
| |                                         |  |  |  |  |  |  |  |  |                              |  |  |  |
| |                                         |  |  |  |  |  |  |  |  |                              |  |  |  |
| |                                         |  |  |  |  |  |  |  |  |                              |  |  |  |
| | 12. Ludwig V xứ Hessen-Darmstadt        |  |  |  |  |  |  |  |  |                              |  |  |  |
| |                                         |  |  |  |  |  |  |  |  |                              |  |  |  |
| |                                         |  |  |  |  |  |  |  |  |                              |  |  |  |
| |                                         |  |  |  |  |  |  |  |  |                              |  |  |  |
| | 6. Georg II xứ Hessen-Darmstadt         |  |  |  |  |  |  |  |  |                              |  |  |  |
| |                                         |  |  |  |  |  |  |  |  |                              |  |  |  |
| |                                         |  |  |  |  |  |  |  |  |                              |  |  |  |
| |                                         |  |  |  |  |  |  |  |  |                              |  |  |  |
| | 13. Magdalena xứ Brandenburg            |  |  |  |  |  |  |  |  |                              |  |  |  |
| |                                         |  |  |  |  |  |  |  |  |                              |  |  |  |
| |                                         |  |  |  |  |  |  |  |  |                              |  |  |  |
| |                                         |  |  |  |  |  |  |  |  |                              |  |  |  |
| | 3. Elisabeth Amalie xứ Hessen-Darmstadt |  |  |  |  |  |  |  |  |                              |  |  |  |
| |                                         |  |  |  |  |  |  |  |  |                              |  |  |  |
| |                                         |  |  |  |  |  |  |  |  |                              |  |  |  |
| |                                         |  |  |  |  |  |  |  |  |                              |  |  |  |
| | 14. Johann Georg I xứ Sachsen           |  |  |  |  |  |  |  |  |                              |  |  |  |
| |                                         |  |  |  |  |  |  |  |  |                              |  |  |  |
| |                                         |  |  |  |  |  |  |  |  |                              |  |  |  |
| |                                         |  |  |  |  |  |  |  |  |                              |  |  |  |
| | 7. Sophia Eleonore xứ Sachsen           |  |  |  |  |  |  |  |  |                              |  |  |  |
| |                                         |  |  |  |  |  |  |  |  |                              |  |  |  |
| |                                         |  |  |  |  |  |  |  |  |                              |  |  |  |
| |                                         |  |  |  |  |  |  |  |  |                              |  |  |  |
| | 15. Magdalena Sibylla của Phổ           |  |  |  |  |  |  |  |  |                              |  |  |  |
| |                                         |  |  |  |  |  |  |  |  |                              |  |  |  |
| |                                         |  |  |  |  |  |  |  |  |                              |  |  |  |